# Msinga
Msinga es un municipio local sudafricano situado en el distrito de Umzinyathi, en la provincia de KwaZulu-Natal.

## Superficie
Msinga tiene una superficie de 2375 km².

## Demografía
En 2022, tenía 206 001 habitantes, una densidad poblacional de 86,73 hab./km², y 35 561 viviendas.